# Paola av Belgien
Paola av Belgien, född donna Paola Margherita Maria Antonia Consiglia dei Principi Ruffo di Calabria den 11 september 1937 i Forte dei Marmi i Toscana, Italien, var drottning av Belgien från den 9 augusti 1993 fram till den 21 juli 2013. Hon gifte sig 2 juli 1959 med Albert II av Belgien.

## Biografi
Paola av Belgien är dotter till Fulco, prins Ruffo di Calabria, 6:e hertig av Guardia Lombarda (1884-1946), och hans hustru, grevinnan Luisa Gazelli di Rossana e di Sebastiano (1896-1989).
Den 3 juli 2013 meddelade drottning Paolas make, kung Albert II, att han på Belgiens nationaldag den 21 juli skulle abdikera till förmån för parets son, kronprins Philippe, hertig av Brabant, som då blev kung av Belgien. Svärdottern, prinsessan Mathilde, efterträdde henne som drottning.
Paola av Belgien talar franska, italienska, engelska, tyska och lite nederländska något hon ofta kritiseras för.

## Galleri

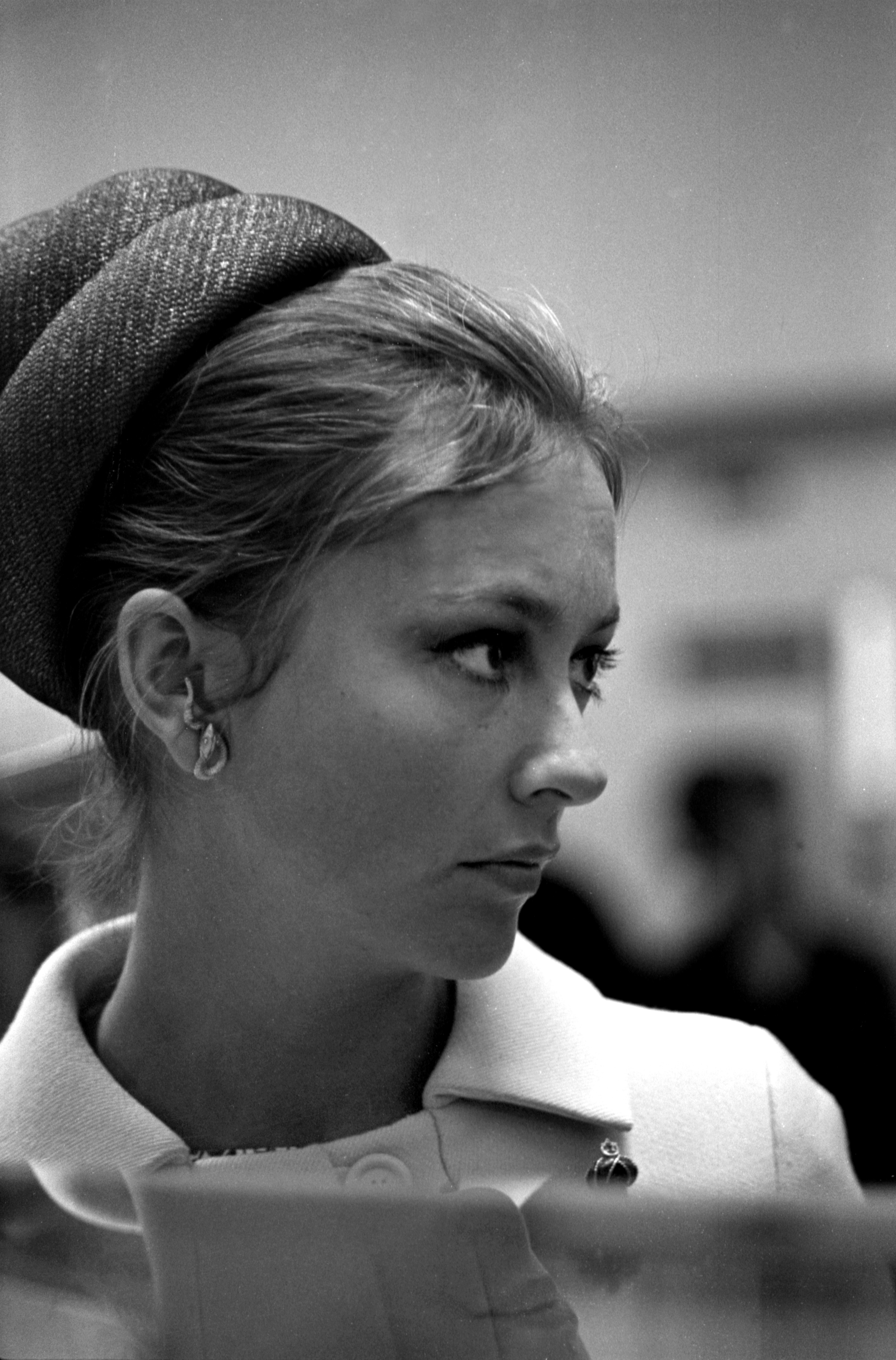
Paola 1967.
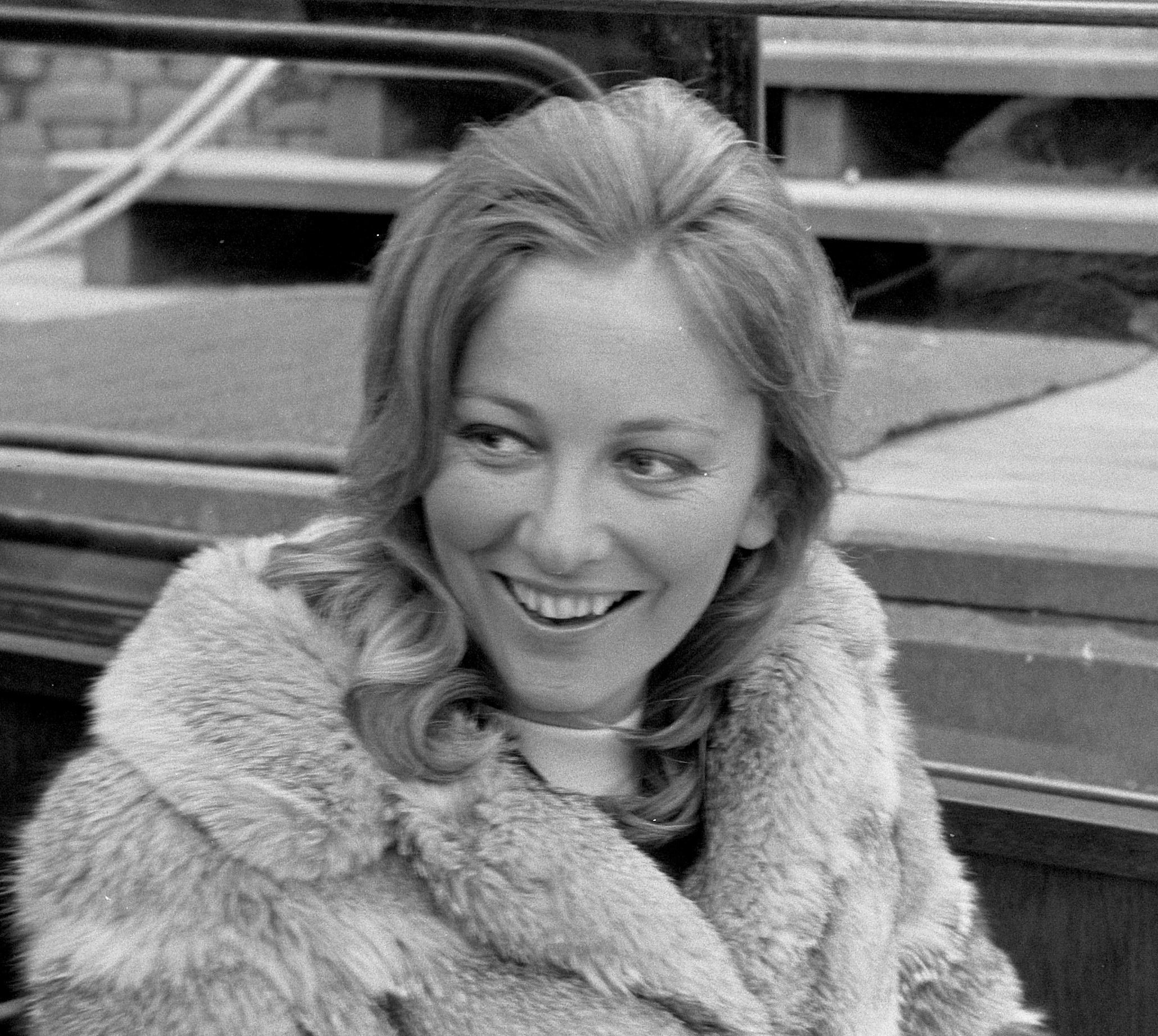
Paola 1969.

## Barn och barnbarn
Drottning Paolas barn är:
- Philippe (född 14 april 1960)
- Astrid (född 5 juni 1962)
- Laurent (född 19 oktober 1963)

Paola har 12 barnbarn: Élisabeth, Gabriel, Emmanuel, Eléonore, Amedeo, Maria Laura, Joachim, Luisa Maria, Laetitia Maria, Louise och tvillingarna Nicolas och Aymeric.

## Utmärkelser
Asteroiden 2973 Paola är uppkallad efter henne.